# Емоційна саморегуляція
Емоційна саморегуляція — це здатність реагувати на постійні вимоги досвіду в межах спектра емоцій у спосіб, який є соціально прийнятним і достатньо гнучким, щоб дозволити спонтанні реакції, а також здатність за потреби відкладати спонтанні та фрагментарні реакції. Її також можна визначити як внутрішні та зовнішні процеси, відповідальні за моніторинг, оцінювання та модифікацію емоційних реакцій. Саморегуляція емоцій належить до ширшого кола процесів емоційної регуляції, що охоплює як регуляцію власних почуттів, так і регуляцію почуттів інших людей.
Емоційна саморегуляція — це складний процес, що включає ініціювання, гальмування або модулювання свого стану чи поведінки в певній ситуації — наприклад, суб’єктивного досвіду (почуттів), когнітивних реакцій (думок), емоційно зумовлених фізіологічних реакцій (наприклад, частоти серцебиття або гормональної активності) та емоційної поведінки (рухів тіла чи виразів обличчя). Функціонально емоційна саморегуляція також може означати такі процеси, як здатність зосередити увагу на завданні або стримувати недоречну поведінку за вказівкою. Емоційна саморегуляція має надзвичайно важливе значення в житті людини.
Щодня люди зазнають впливу широкого спектра потенційно збуджувальних стимулів. Невідповідні, надмірні або неконтрольовані емоційні реакції на такі стимули можуть перешкоджати належному функціонуванню в суспільстві; отже, люди змушені майже постійно вдаватися до певної форми емоційної регуляції. Загалом, емоційна дисрегуляція — це труднощі в контролі впливу емоційного збудження на організацію та якість думок, дій і взаємодій. Особи з емоційною дисрегуляцією демонструють моделі реагування, за яких виникає невідповідність між їхніми цілями, реакціями та/або способами вираження та вимогами соціального середовища. Наприклад, існує значущий зв’язок між емоційною дисрегуляцією та симптомами депресії, тривожності, розладів харчової поведінки та вживання психоактивних речовин. Особи, що мають розлади настрою або тривожні розлади, також зазнають порушень у сфері автоматичної регуляції емоцій, що додатково ускладнює їхню здатність до емоційної регуляції. Вищий рівень емоційної регуляції, ймовірно, пов’язаний як із високим рівнем соціальної компетентності, так і з вираженням соціально прийнятних емоцій.